# San Miguel de Allende
San Miguel de Allende é a sede administrativa do município de San Miguel de Allende, no estado de Guanajuato, México, conhecida sobretudo pelo seu clima temperado, águas termais e rica arquitectura colonial. Esta cidade histórica foi fundada em 1542 e tornou-se um destino turístico que atrai os mais ricos habitantes da Cidade do México. Reside aqui uma grande comunidade de cidadãos estadunidenses e canadianos, composta sobretudo por aposentados. Em Julho de 2008 foi declarada Património da Humanidade pela UNESCO juntamente com o vizinho Santuário de Jesus Nazareno de Atotonilco.

## Localização
San Miguel de Allende está situada na parte oriental do estado de Guanajuato na região mexicana do bajío. O bajío é uma região relativamente plana situada a cerca de 2 000 metros de altitude e rodeada de montanhas, parte do planalto mexicano. O município de Allende é limitado pelos municípios de San Luis de la Paz e Dolores Hidalgo. A sul é limitado pelos municípios de Juventino Rosas, Guanajuato e Comonfort e a sudeste pelo municipio de Apaseo el Grande. A nordeste é limitado pelo município de San José Iturbide e a oriente pelo município de Querétaro. Encontra-se a 274 km da Cidade do México e a 97 km da capital do estado, Guanajuato.

## População
Segundo os dados do recenseamento de 2005, o município de Allende tem uma população de cerca 140 000 habitantes, dos quais cerca de 62.000 residem na sede do município. A população estrangeira residente em San Miguel de Allende ronda as 12.000 pessoas.

## História
Foi fundada em 1542 pelo monge franciscano Juan de San Miguel, que batizou o assentamento com o nome de "San Miguel el Grande". Foi um importante ponto de passagem do Antigo Caminho Real, parte da rota da prata que conduzia a Zacatecas.
A então localidade destacou-se de modo proeminente durante a Guerra da Independência do México. O general Ignacio Allende, nativo de San Miguel, foi um dos líderes do movimento independentista, hoje considerado herói nacional, ele foi capturado quando marchava rumo aos Estados Unidos, em busca de armas lá foi julgado em Chihuahua, condenado e executado. Sua cabeça foi exibida em Alhóndiga Granaditas em Guanajuato, juntamente com as de de Miguel Hidalgo, Juan Aldama e Mariano Jiménez. O povoado de San Miguel el Grande foi elevada à categoria de cidade em 8 de Março de 1826, sendo o nome então mudada para "San Miguel de Allende", em honra ao general Allende herói nacional.
Na década de 1900, San Miguel de Allende esteve perto de converter-se numa cidade fantasma. Em 1926 foi declarada monumento histórico pelo governo mexicano, motivo pelo qual desde então o desenvolvimento do distrito histórico encontra-se limitado para conservar-se o carácter colonial da cidade.
Desde a década de 1950 tornou-se destino de milhares de norte-americanos que aqui começaram a estabelecer-se após a Segunda Guerra Mundial. Durante o final de 1950, San Miguel de Allende tornou-se um ponto turístico conhecido por sua bela arquitetura colonial e suas fontes termais. O lugar agora é mundialmente famoso por seu clima ameno, águas termais, a arquitetura. San Miguel de Allende também tem atraído uma grande comunidade de residentes estrangeiros, que compõem grande parte da população.

## Eventos culturais
Algo que caracteriza San Miguel de Allende é a sua rica tradição, em que os eventos e festas religiosas desempenham um papel importante. San Miguel é uma cidade cheia de magia e misticismo em que preserva tradições muito antigas e em qualquer lugar do mundo ocorre. É um lugar cheio de cultura e arte que será o cenário para as diferentes tradições e costumes que acontecer nesse lugar mágico.
- Natalicio do General Ignacio Allende y Unzaga (21 de janeiro)

Celebração com atos cívicos e um desfile militar em honra ao insurgente Ignacio Allende.
- Semana Santa (março ou abril)

Semana Santa começa com a tradicional  "Senhor da Coluna" do Santuário de Atotonilco. Durante a última sexta-feira da Quaresma, para toda a cidade e especialmente, no centro histórico, levantar altares para a Virgem de Dolores, em janelas e quintais dos fiéis e dá água doce e picolés, representando as lágrimas da Virgem Maria.
Começando durante a Semana Santa na quarta-feira, vem a procissão da Via Crucis da igreja do Oratório de São Felipe Neri, a caminhar pelas ruas do centro histórico.
Durante lavatório dos pés na quinta-feira Santa a lavagem é realizada em todas as igrejas da cidade após a cerimônia, visitam as sete casas que seriam todas as igrejas no centro histórico.
Sexta-feira é o dia mais movimentado em San Miguel, são feitas liturgias extra e litúrgicas mais solenes do ano, começa com a procissão saindo da  reunião da igreja, e das escolas e ruas próximas. No final desta procissão, é levada a imagem de Jesus é a imagem de sua mãe  durante esse tempo, há um momento mágico, quando a escultura do Jesus Nazareno é levanta para olhar a sua Mãe Maria, este é o ato mais famosos a procissão que culmina.
A procissão mais solene da Páscoa, em San Miguel, é sem dúvida El Santo Entierro porque dura pouco mais de 3 horas durante o qual pessoas que participam na procissão, vestidas de forma mais elegante para acompanhar o corpo de Jesus que fica na sepultura. É uma bela procissão com a participação de cerca de mil pessoas, onde são interpretadas canções de amor como o "Christus Factus" uma bela melodia que a Orquestra do Valle de Santiago toca com instrumentos clássicos.
- Festa de San Antonio de Padua (13 de junho)

Tradicional e popular desfile de "Los Locos" onde as pessoas participam disfraçada e com máscaras pelas principais ruas da cidade. Desfile com carros alegóricos, bandas musicais e muita alegria.
- Festival de Música de Cámara (agosto)

Evento cultural que se realiza no Teatro Angela Peralta sob os auspícios da INBA.
- Festa de San Miguel Arcanjo (29 de setembro)

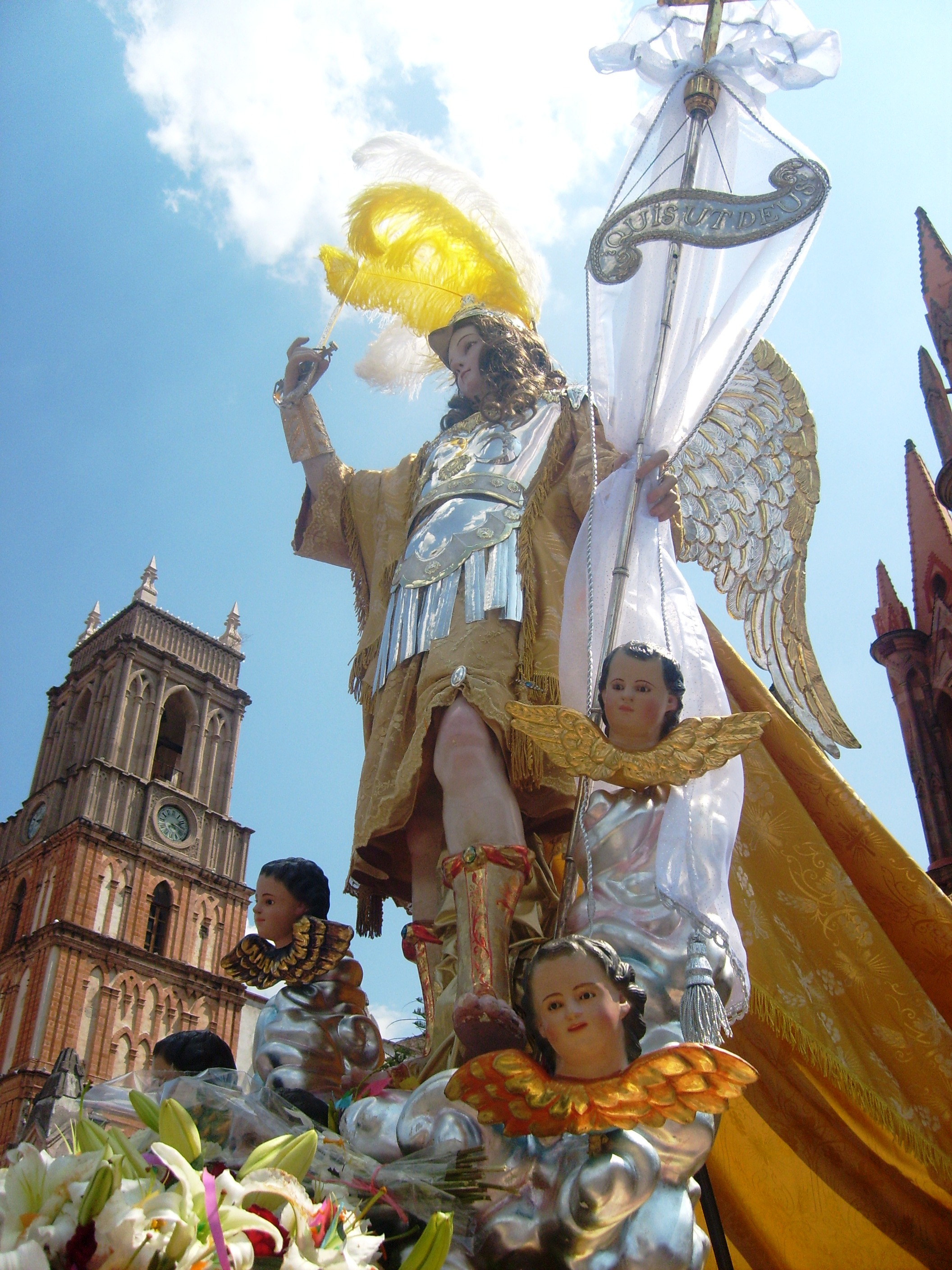
Procissão de São Miguel Arcanjo.

É a celebração mais importante para a cidade de San Miguel de Allende, que celebra o padroeiro da cidade: São Miguel Arcanjo. Isso acontece durante a última semana de setembro, começa com o nascer do sol e termina com a tradicional procissão com a estátua de São Miguel Arcanjo nas ruas do centro da cidade e visitar as igrejas. Também realizados eventos sociais, arte, esportes, culturais, bem como suas famosas touradas.
- Feira Nacional da Lã e Latão (segunda quinzena de novembro)

Exposição na que participam artesões nacionais e estrangeiros.
- Festival Internacional de Jazz (última semana de novembro)

Semana dedicada a apresentações de bandas e cantores nacionais e internacionais neste gênero musical.
- Festa de Natal (segunda quinzena de dezembro)

Comiença no dia 16 com as tradicionais paradas públicas. Se realizam comidas, música, canticos, carros alegóricos, entre outros festejos populares.

## Galeria

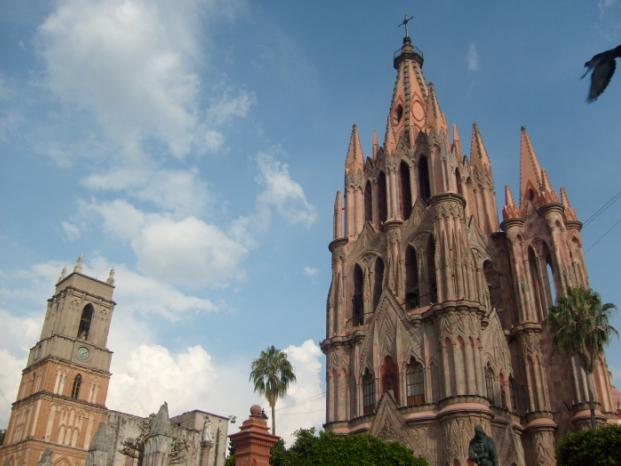
Igreja da paróquia e relógio.
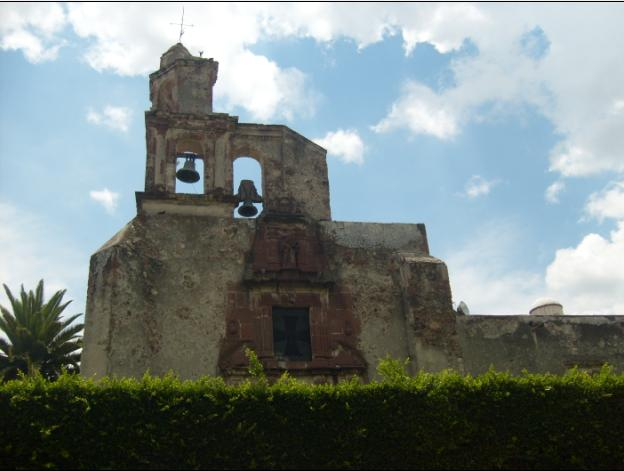
Templo da Ordem Terceira
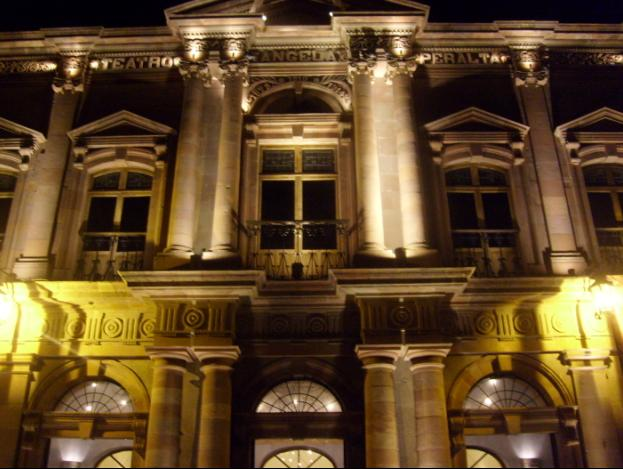
Teatro Angela Peralta
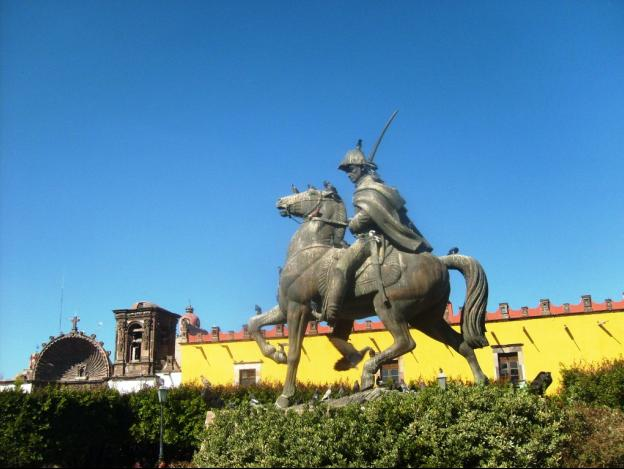
Plaza Civica
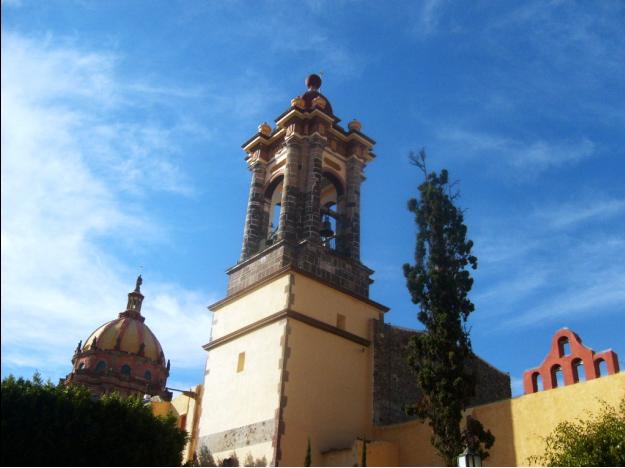
Templo da Imaculada Conceição (Las Monjas)
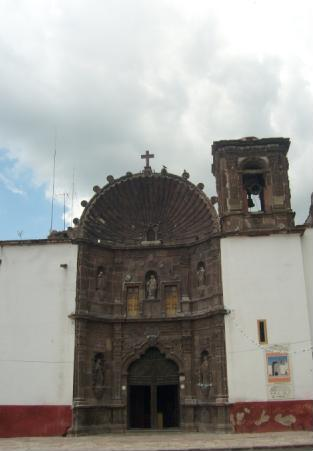
Templo de Nossa Senhora da Saúde
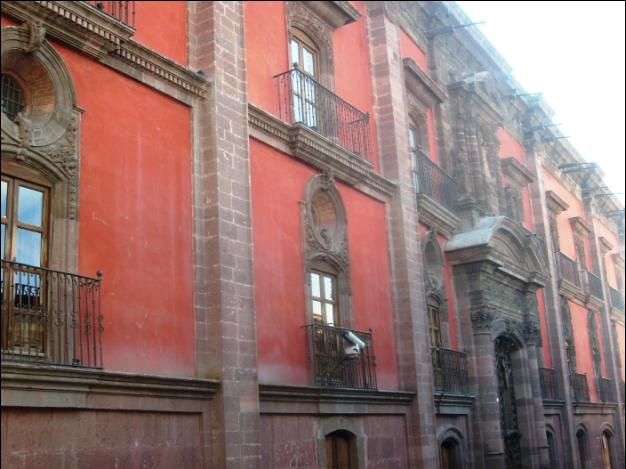
Casa dos condes de La Canal
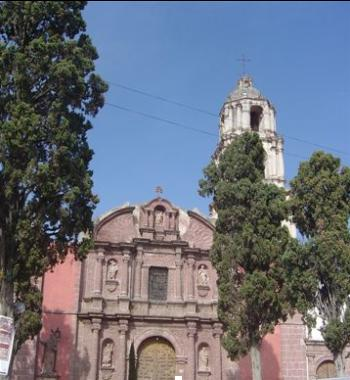
Templo do Oratório de São Filipe Neri
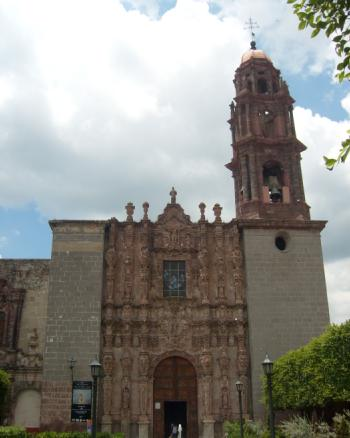
Templo de São Francisco
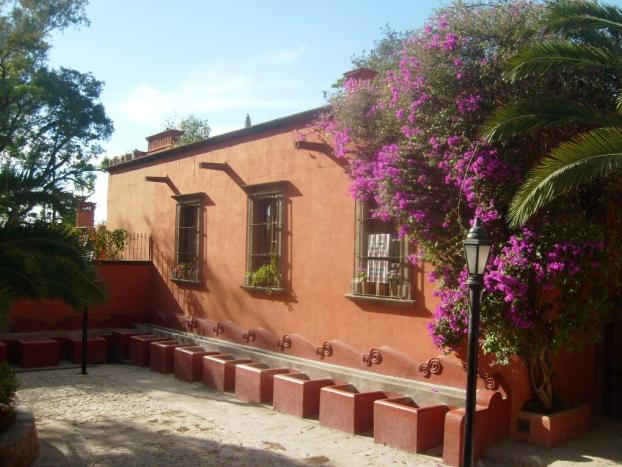
Lavadouros públicos
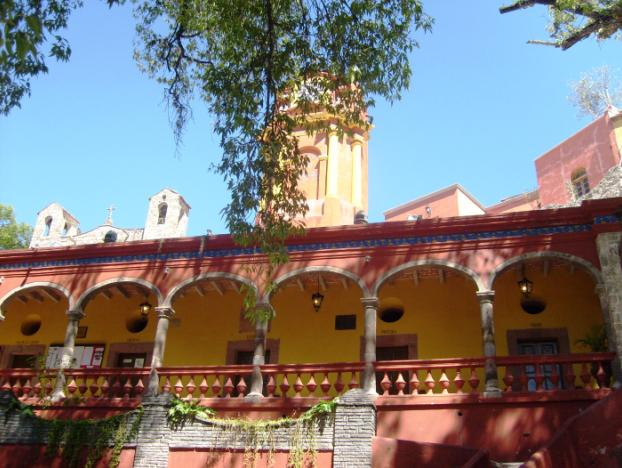
Paseo del Chorro
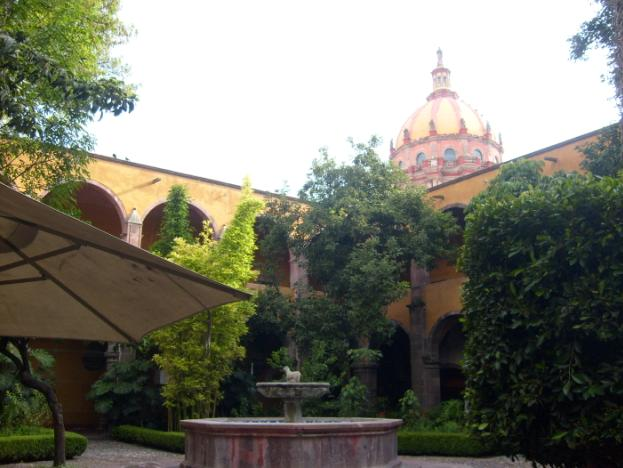
Bellas artes